# Pseudohegesidemus
Pseudohegesidemus is een geslacht van wantsen uit de familie van de Tingidae (Netwantsen). Het geslacht werd voor het eerst wetenschappelijk beschreven door B. Lis in 2001.

## Soorten
Het genus is monotypisch en bevat alleen de volgende soort:

- Pseudohegesidemus pauliani (Drake, 1957)